# Religieuses du Verbe incarné
Les Religieuses du Verbe incarné (en espagnol : Religiosas del Verbo Encarnado) forment une congrégation catholique féminine de droit pontifical. Elles font suivre leurs noms des initiales C.V.I..

## Historique
Cette congrégation est issue de l'esprit de l'ordre du Verbe incarné fondé au XVIIe siècle par la vénérable Jeanne Chézard de Matel (1596-1670) dans le royaume de France. Les religieuses sont dispersées à la Révolution française et renaissent en 1806 dans l'archidiocèse de Lyon, puis essaiment aux États-Unis dans la seconde moitié du XIXe siècle.
Afin d'offrir une meilleure formation tout en restant fidèles à l'esprit de l'ordre du Verbe incarné, trois maisons mexicaines (Chilapa, Matehuala et Mexico) de l'ordre s'unissent entre elles, alors que l'ordre est caractérisé par l'autonomie de chacune de ses communautés. Le Mexique est traversé alors par de graves persécutions religieuses. Elles s'unissent donc en congrégation à régime centralisé. Le décret d'union est approuvé par le Saint-Siège, le 28 février 1929.
Plus tard, d'autres communautés mexicaines s'agrègent à la congrégation, ainsi que celle de Cuba, puis celle de Lyon en 1970.

## Activité et diffusion
Les Religieuses du Verbe incarné se vouent à l'éducation chrétienne et à l'instruction de la jeunesse. Elles sont présentes surtout en Amérique (Argentine, États-Unis, Guatémala, Mexique, Uruguay), mais également en Europe (France et Espagne) et en Afrique (Kenya et Tanzanie). Leur maison généralice se trouve à Mexico.
Elles étaient au 31 décembre 2008, selon l’Annuaire pontifical, au nombre de 419 sœurs réparties dans 58 maisons.
Les autres congrégations des Sœurs du Verbe incarné dont les maisons sont demeurées sui juris sont celles de Corpus Christi  (56 Sœurs); Victoria (85 sœurs en 14 maisons); Houston (46 sœurs en 9 maisons); Cleveland et Guadalajara (64 sœurs en 10 maisons).

### Articles liés
- Jeanne Chézard de Matel
- École française de spiritualité
- Ordre du Verbe incarné
- Institut du Verbe incarné
- Sœurs de la Charité du Verbe incarné